# Ryszard Boguwolski
Ryszard Boguwolski (ur. 2 marca 1942 w Międzylesiu pow. Turek, zm. 11 maja 2015 w Grudziądzu) – polski archeolog i muzealnik.
Syn Bolesława i Stanisławy z d. Wawrzyniak. W 1960 ukończył Liceum Ogólnokształcące im. Mikołaja Kopernika w Chełmnie, a w 1966 studia archeologiczne na UMK w Toruniu. Od 1967 do przejścia na emeryturę w 2008 zatrudniony w Muzeum w Grudziądzu, początkowo jako kierownik Działu Archeologii, od 1979 dyrektor (na tym stanowisku poprzednikiem był Jerzy Feldman).
We współpracy z Katedrą Archeologii UMK w Toruniu prowadził liczne badania terenowe w północnej części ziemi chełmińskiej i powiatu świeckiego, m.in. na cmentarzysku w Grucznie, badania średniowiecznego budownictwa obronnego (Bzowo, Gruta, Mełno, Świecie nad Osą, zamek w Grudziądzu i in.). Szczególne znaczenie naukowe mają badania średniowiecznego gródka rycerskiego w Plemiętach (1975–1977), które nie tylko poszerzyły wiedzę na temat budownictwa obronnego, ale poprzez odkrycie szeregu zabytków kultury materialnej pozwoliły na wzbogacenie kolekcji i ekspozycji muzeum. W 1983 rozpoczął podyplomowe studia muzeologiczne na UMK. Tematem jego zainteresowań jest też architektura zamków krzyżackich.
Jako dyrektor nawiązał intensywną współpracę z muzeum w Gütersloh. Opublikował ponad 40 sprawozdań archeologicznych, prac naukowych i katalogów wystaw. Jest współorganizatorem grudziądzkiego oddziału Polskiego Towarzystwa Archeologicznego (1970) (od 1972 Polskie Towarzystwo Archeologiczne i Numizmatyczne), którego prezesem był do 1991. Członek Grudziądzkiego Towarzystwa Kultury.
Otrzymał m.in. odznakę Zasłużony Działacz Kultury (1974), Srebrny Krzyż Zasługi (1984) oraz Złotą Odznakę Opieki nad Zabytkami. 
W 2014 został odznaczony Srebrnym Medalem „Zasłużony Kulturze Gloria Artis”.